# 日立市天気相談所

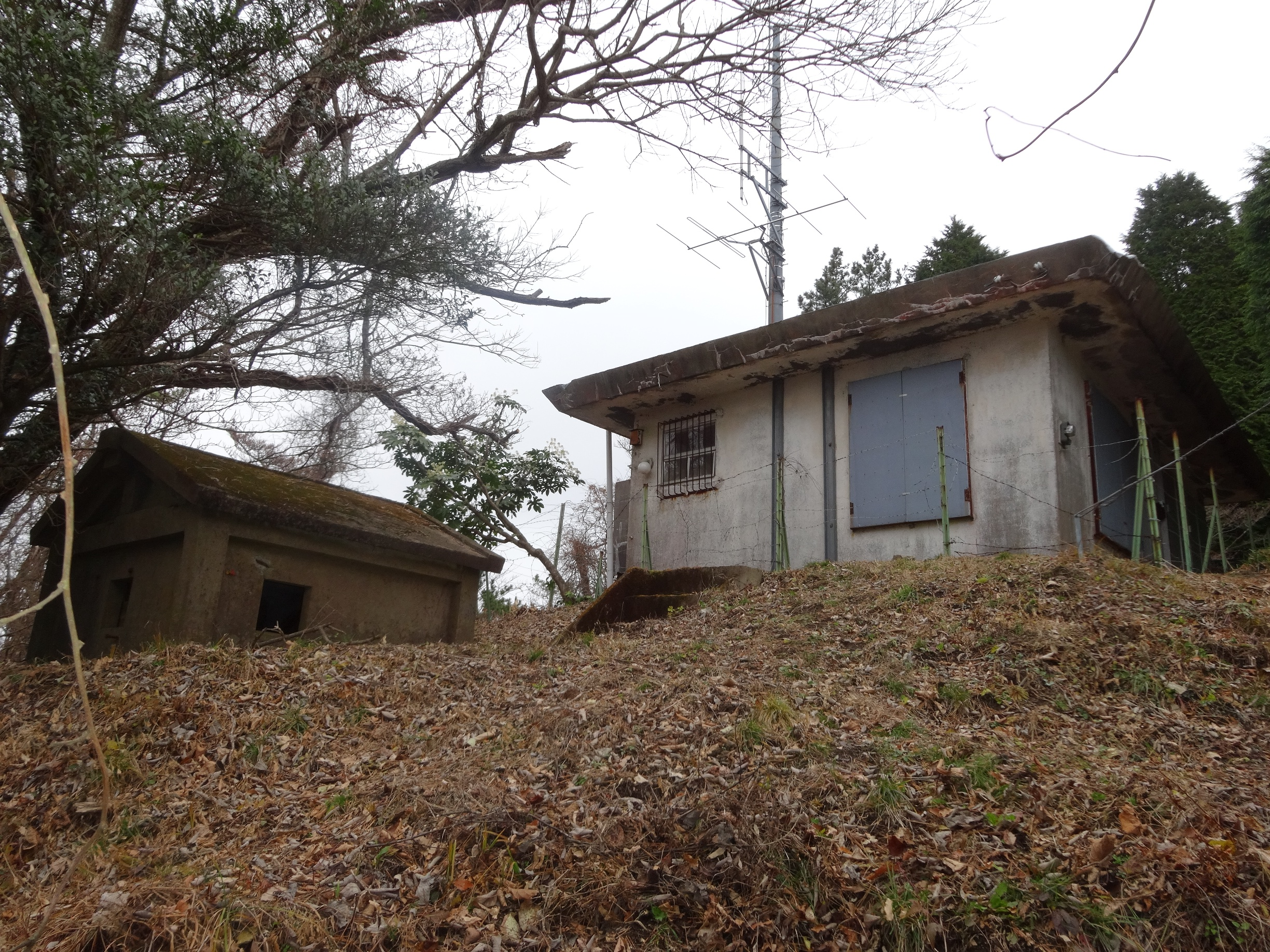
旧神峰山観測所

日立市天気相談所（ひたちしてんきそうだんじょ）とは、茨城県日立市生活環境部の気象業務を行う部署。気象業務法に定める天気予報業務許可を取得している最も古い団体。許可番号は第2号。日本で唯一自治体が直営で天気予報業務を行っている機関である。

## 概要
日立鉱山が銅を精錬する際に発生する二酸化硫黄による煙害対策のため神峰山山頂に設置した気象観測所を、当時の中央気象台の存続要望を受けて日立市が引き継ぐ形で、1952年6月1日に全国初の市営気象相談所として開設された。気象庁がアメダスを導入するまで中央気象台甲種観測所だった。
市役所含め計7カ所の観測所をもち、2022年現在、気象予報士の職員3人が配置されている。平日は9時と16時、休日は正午に独自の予報業務を行っており、2022年からエリア別予報を開始した。天気予報業務許可は既に廃止された第1号と第3号の機関と同日に取得しており国内で最も古い気象事業者である。また、地方自治体で天気予報業務許可を取得しているのは日立市以外では広島市（指定管理者方式の広島市江波山気象館）のみで、自治体直営の機関としては日本で唯一天気予報業務を行っている機関である。2008年6月2日に、多年にわたる気象業務の健全な発展に寄与した功績が認められ、気象庁長官表彰を受賞している。

## 観測施設
太平洋に面し多賀山地の南端に位置する日立市は地域により気象状況が異なるため、総合観測施設1箇所、機械による自動観測を行う観測所6カ所の計7カ所の観測所を設置している。なお、神峰山観測所での観測は1985年に終了している。

### 総合観測施設
- 所在地：日立市役所
- 観測機器：雨量計、風向風速計、温度計、湿度計、気圧計、感雨計、日照計、日射計
- 目視観測：雲量、雲形、視程、天気、大気現象、積雪深

### 自動観測所
- 所在地：十王交流センター、北部消防署、本山、西部支所、諏訪スポーツ広場、南部支所
- 観測機器：雨量計、風向風速計、温度計、湿度計

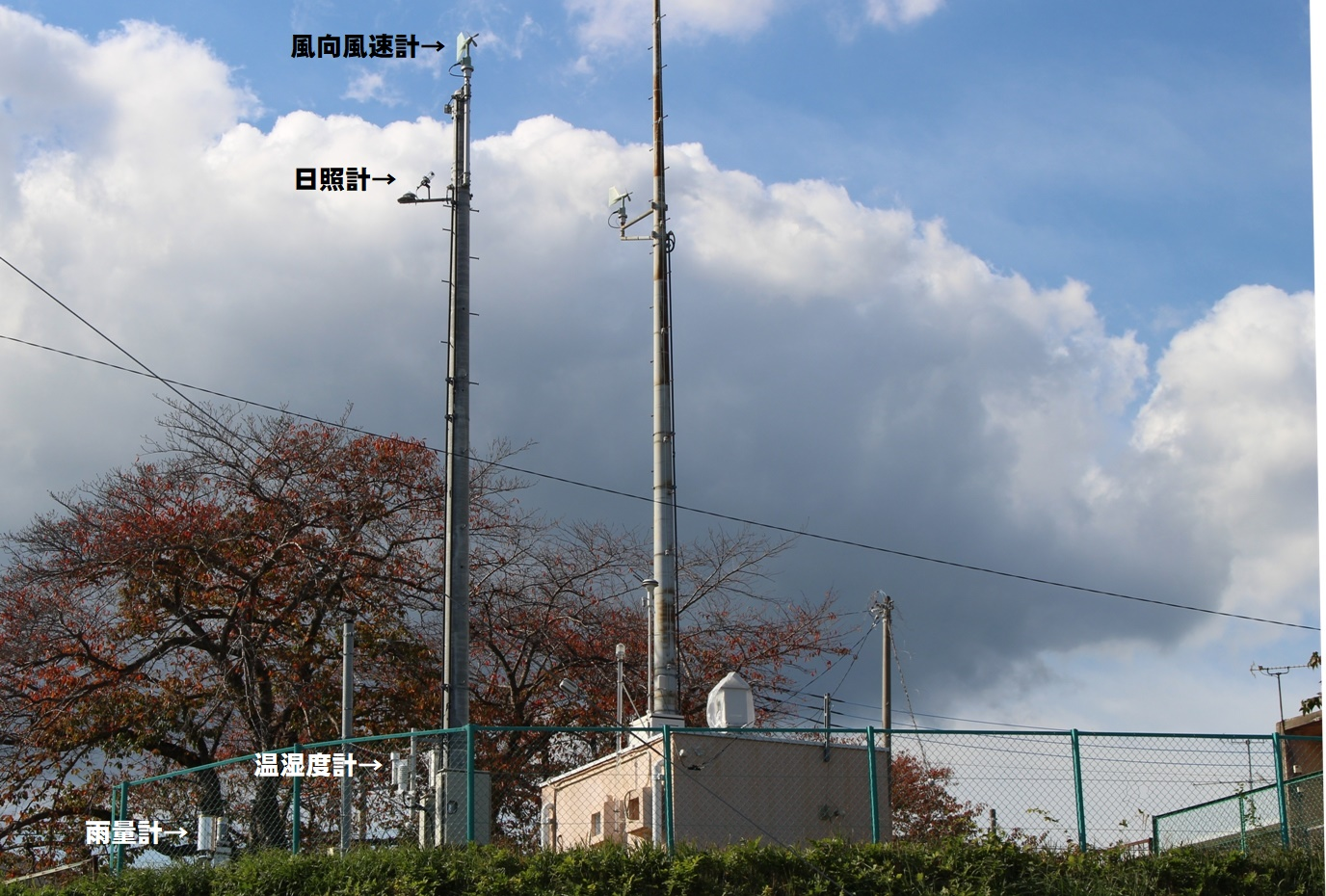
日立市役所観測露場（中央の建物は茨城県の大気汚染観測局）
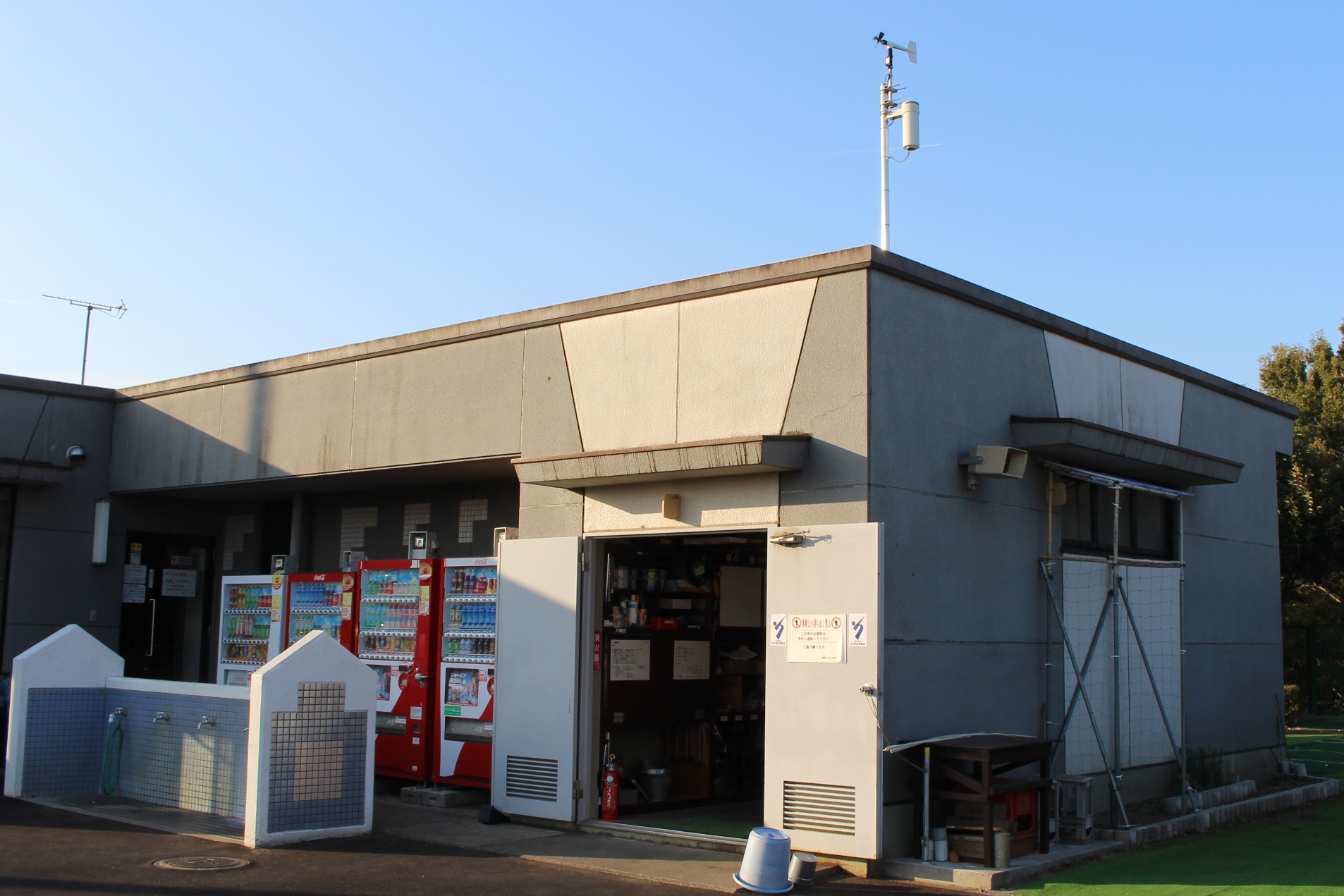
諏訪スポーツ広場の自動観測所（屋上の装置）

## 前史
旧日立鉱山が銅製錬に伴い発生する煙の煙害対策のため、1909年から日立市内で気象観測を開始。1910年には神峰山に観測所が設置された。
1952年に観測所は廃止されることになったが、茨城県の県北で唯一の観測所だったため水戸測候所から存続が要望され、同年6月1日に市の天気相談所が発足した。

## 沿革
- 1952年
  - 6月1日　日立市天気相談所設置条例制定
  - 6月15日　日本鉱業日立鉱業所から神峰山観測所を引き継ぐ
  - 9月1日　市役所北側の諏訪台に日立観測所を設置、観測、予報、通報業務開始
- 1953年
  - 1月8日　中央気象台甲種観測所に指定
  - 5月27日　気象業務法に基づく天気予報業務許可取得
- 1957年
  - 6月16日　事務所を市庁舎4階に移転
  - 7月26日　水戸測候所（現在の水戸地方気象台）との気象専用電信線開通
- 1967年
  - 3月4日　事務所を第2庁舎5階へ移転
  - 6月1日　第2庁舎屋上に百葉箱を設置して観測開始
- 1973年3月31日　神峰山観測所を無人化
- 1975年1月18日　日立観測所で気象庁アメダスによる観測開始
- 1978年2月1日　甲種観測所指定廃止
- 1982年6月28日　南部支所での観測開始
- 1983年5月18日　北部消防署での観測開始
- 1985年5月29日　神峰山観測所のロボット雨量計を廃止し観測終了
- 1986年5月21日　西部支所での観測開始
- 1988年5月13日　本山での観測開始
- 1999年3月9日　毎日新聞社主催「毎日・地方自治大賞」奨励賞受賞
- 2001年10月31日　諏訪スポーツ広場での観測開始
- 2008年3月20日　十王交流センターでの観測開始
- 2009年6月1日　気象庁長官賞受賞
- 2017年
  - 7月14日　市役所の観測機器を諏訪台露場へ移設
  - 7月18日　新庁舎開庁に当たり新庁舎4階に移転

## エピソード
初代所長の山口秀男は公明党の代表である山口那津男の父親である。また、作家の新田次郎は小説『ある町の高い煙突』のあとがきに、同じ元気象庁職員で親交のあった山口秀男の勧めによりこの小説を執筆したと書いている。また、新田は執筆に当たり日立市天気相談所に取材に訪れている。

## 所在地
- 茨城県日立市助川町1丁目1番1号（日立市庁舎内）